# 王大礽
王大礽，字願五，江南桐城人。清初政治人物。

## 生平
王大礽於順治四年（1647年）中式丁亥科二甲第四名進士。選庶吉士，散館授編修，官至江西糧道。